# Linda Singer
Linda Singer ist eine ehemalige kanadische Schauspielerin und Sängerin.

## Leben
Sie debütierte 1976 als Statist in The Pyramid. 1983 hatte sie eine Nebenrolle im Spielfilm The Funny Farm. 1985 folgte eine Besetzung in Operation: Hot Water. 1986 stellte sie in zwei Episoden der Fernsehserie Lance et compte die Rolle der Honey dar. Im selben Jahr hatte sie außerdem eine Nebenrolle in Sommerferien – Total verrückt. Im Folgejahr bekam sie Charakterrollen in The Guaranteed Way to Pickup Single Women und Zombie Nightmare. 1988 hatte sie eine Episodenrolle in der Fernsehserie Krieg der Welten und eine Besetzung im Fernsehfilm Streets of Vengeance. In den 1990er Jahren bekam sie überwiegend Besetzungen in Spielfilmen, stellte aber in den zwei französischsprachigen kanadischen Fernsehserien Les héritiers Duval und Le retour Charakterrollen dar. 2003 übernahm sie die Hauptrolle in dem kanadischen Kurzfilm Plastik Man, für den sie ebenfalls als Produzentin fungierte. 2004 folgte eine Serienrolle in zwei Episoden der Fernsehserie L'auberge du chien noir sowie eine Rolle im Spielfilm L'incomparable mademoiselle C.
In den 1980er Jahren veröffentlichte Singer einige Vinyl-Singles, darunter auch „Hold on Tight“, eine Coverversion des Songs „Il suffira d'un signe“ von Jean-Jacques Goldman.

## Filmografie
- 1976: The Pyramid
- 1983: The Funny Farm
- 1985: Operation: Hot Water
- 1986: Sommerferien – Total verrückt (Meatballs III: Summer Job)
- 1986: Lance et compte (Fernsehserie, 2 Episoden)
- 1987: The Guaranteed Way to Pickup Single Women
- 1987: Zombie Nightmare
- 1988: Krieg der Welten (War of the Worlds) (Fernsehserie, Episode 1x06)
- 1988: Streets of Vengeance (Fernsehfilm)
- 1990: Whispers
- 1992: Frogtown II
- 1993: Marys Nachbar (The Neighbor)
- 1994: Welcome to Fear (Stalked)
- 1995: Wiege des Terrors (Relative Fear)
- 1996: Les héritiers Duval (Fernsehserie, 3 Episoden)
- 1996: Le retour (Fernsehserie, 3 Episoden)
- 1998: Thunder Point (Fernsehfilm)
- 1999: Le dernier souffle
- 2003: Plastik Man (Kurzfilm)
- 2004: L'auberge du chien noir (Fernsehserie, 2 Episoden)
- 2004: L'incomparable mademoiselle C.

## Diskographie (Auswahl)
- 1982: Hold On Tight
- 1983: Dance With Me